# إدي براون (لاعب كرة قدم)
إدي براون (بالإنجليزية: Eddie Brown)‏ هو لاعب كرة قدم بريطاني، ولد في 2000 في مانشستر في المملكة المتحدة. لعب مع بولتون واندررز.